# Gyeyang-gu
Gyeyang-gu (koreanska: 계양구) är ett stadsdistrikt (gu) i staden och provinsen Incheon, i den nordvästra delen av Sydkorea, 21 km sydväst om huvudstaden Seoul.

## Administrativ indelning
Distriktet är indelat i tolv administrativa stadsdelar (dong):
Gyesan 3-dong,
Gyesan 2-dong,
Gyesan 3-dong,
Gyesan 4-dong,
Gyeyang 1-dong,
Gyeyang 2-dong,
Gyeyang 3-dong,
Hyeseong 1-dong,
Hyeseong 2-dong,
Jakjeonseoun-dong,
Jakjeon 1-dong och
Jakjeon 2-dong.